# Gudö
Gudö är ett delområde i kommundelen Vendelsö-Gudö i Haninge Kommun på Södertörn, Stockholms län.
Området gränsar till Trollbäcken i grannkommunen Tyresö, vid Gudö å och Långsjön. Det gränsar även till Lötkärr. Den före detta småorten Tutviken ingår i området.